# Cneo Papirio Eliano (cónsul 184)
Cneo o Gneo Papirio Eliano  fue un senador romano de finales del siglo II, que desarrolló su cursus honorum bajo los imperios de Marco Aurelio y Cómodo.

## Familia
De familia originaria de Iliberris (Granada, España) en la provincia Baetica, era hijo de Cneo Papirio Eliano consul suffectus en 157, bajo Antonino Pío, y nieto de Cneo Papirio Eliano, consul suffectus en 135, bajo Antonino Pío.

## Carrera política
Su único cargo conocido es el de consul ordinarius en 184, bajo Cómodo.